# Auslegerbrücke

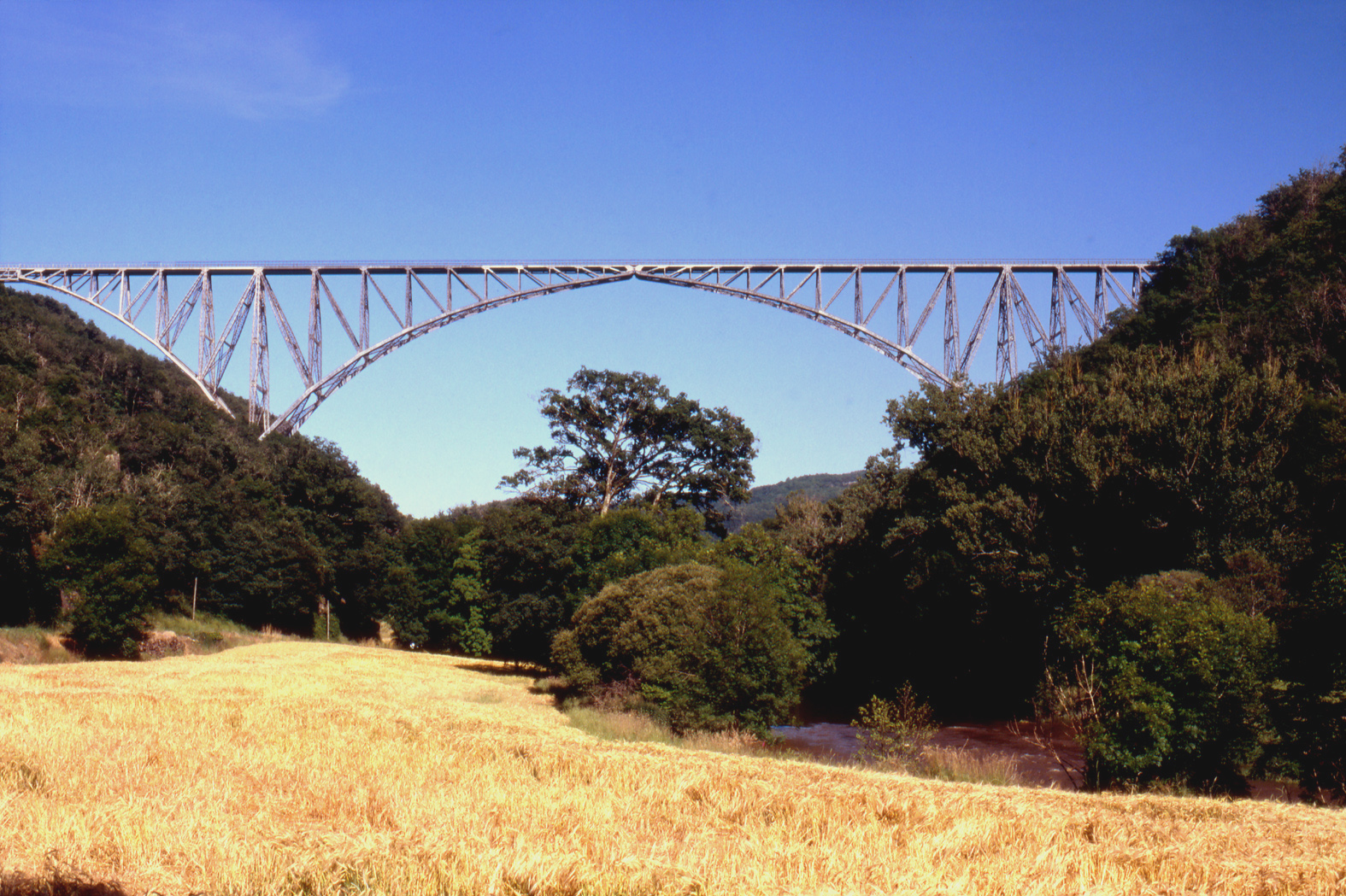
Viaur-Viadukt

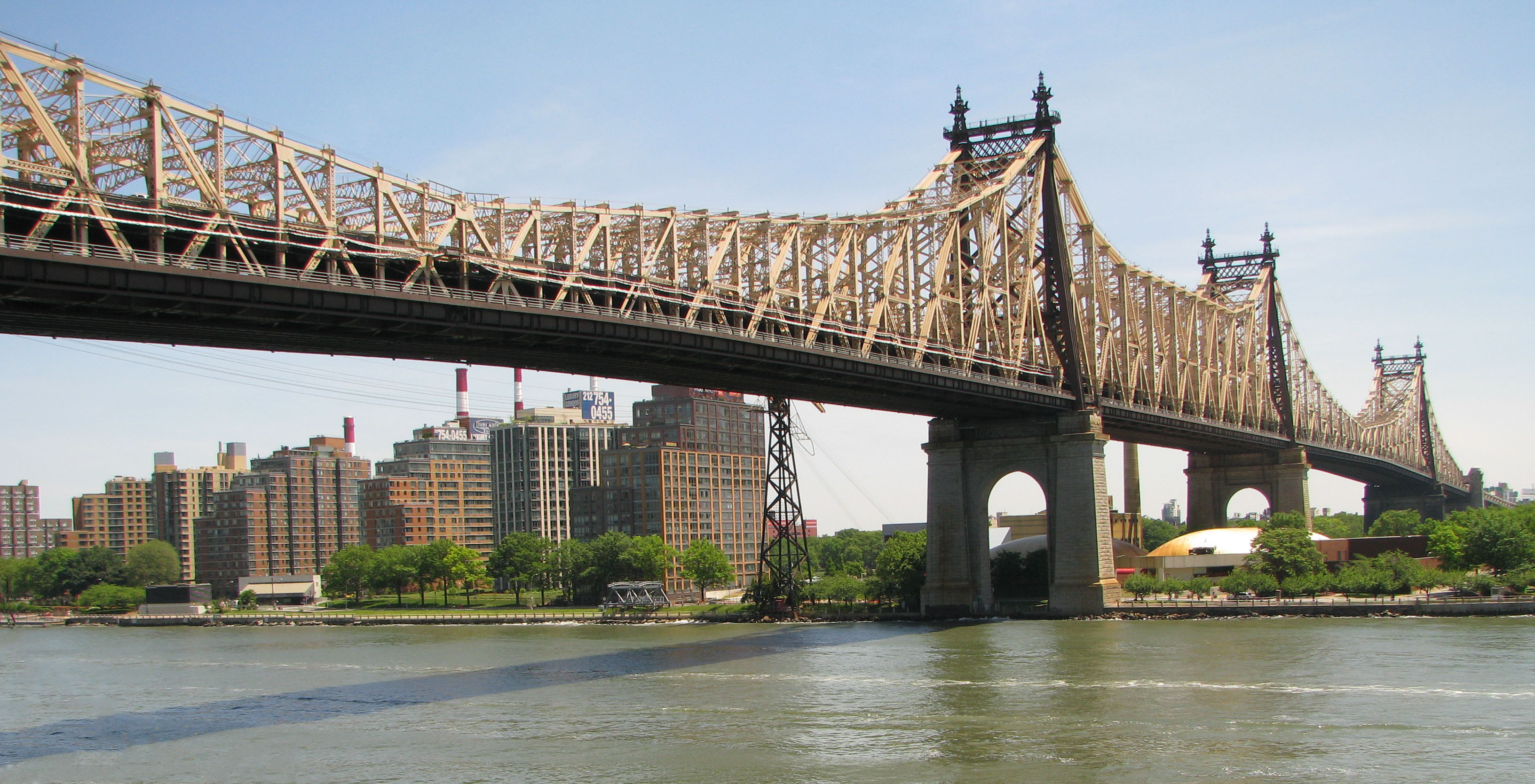
Queensboro Bridge

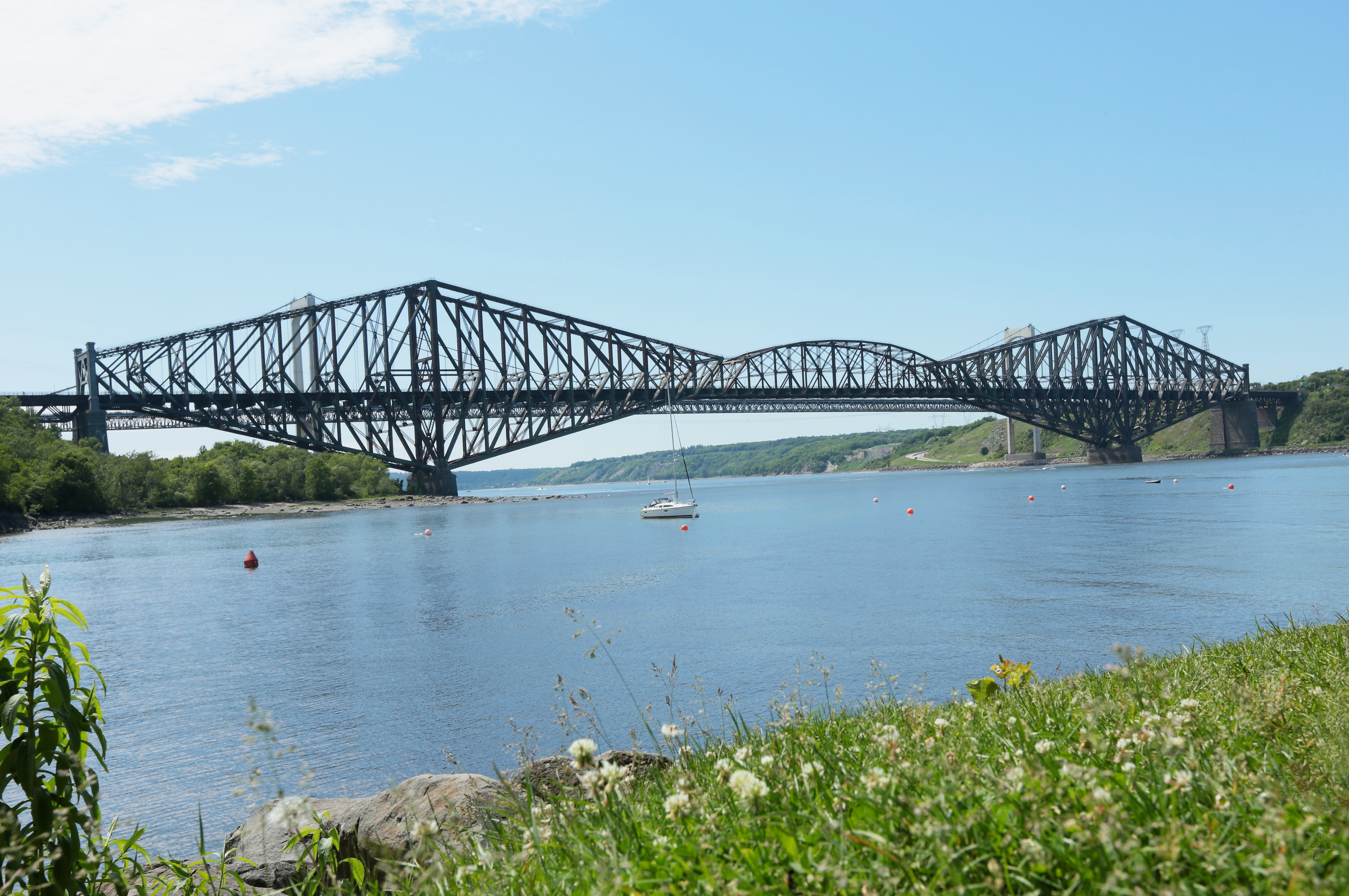
Québec-Brücke, größte Ausleger-Fachwerkbrücke (mit Einhängeträger)

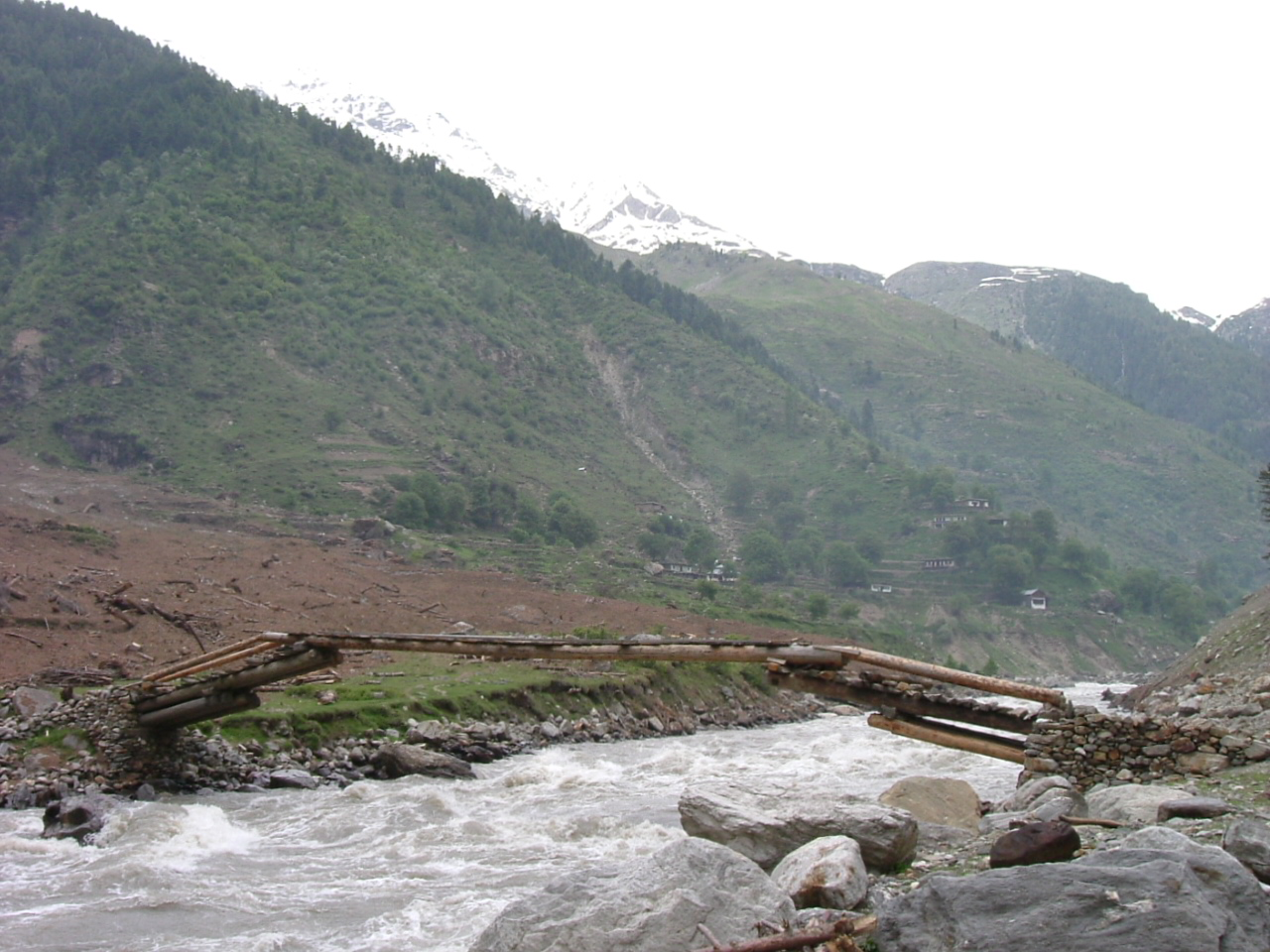
Auslegerbrücke aus Holz mit aufgelegten „Einhänger-Balken“ in Pakistan

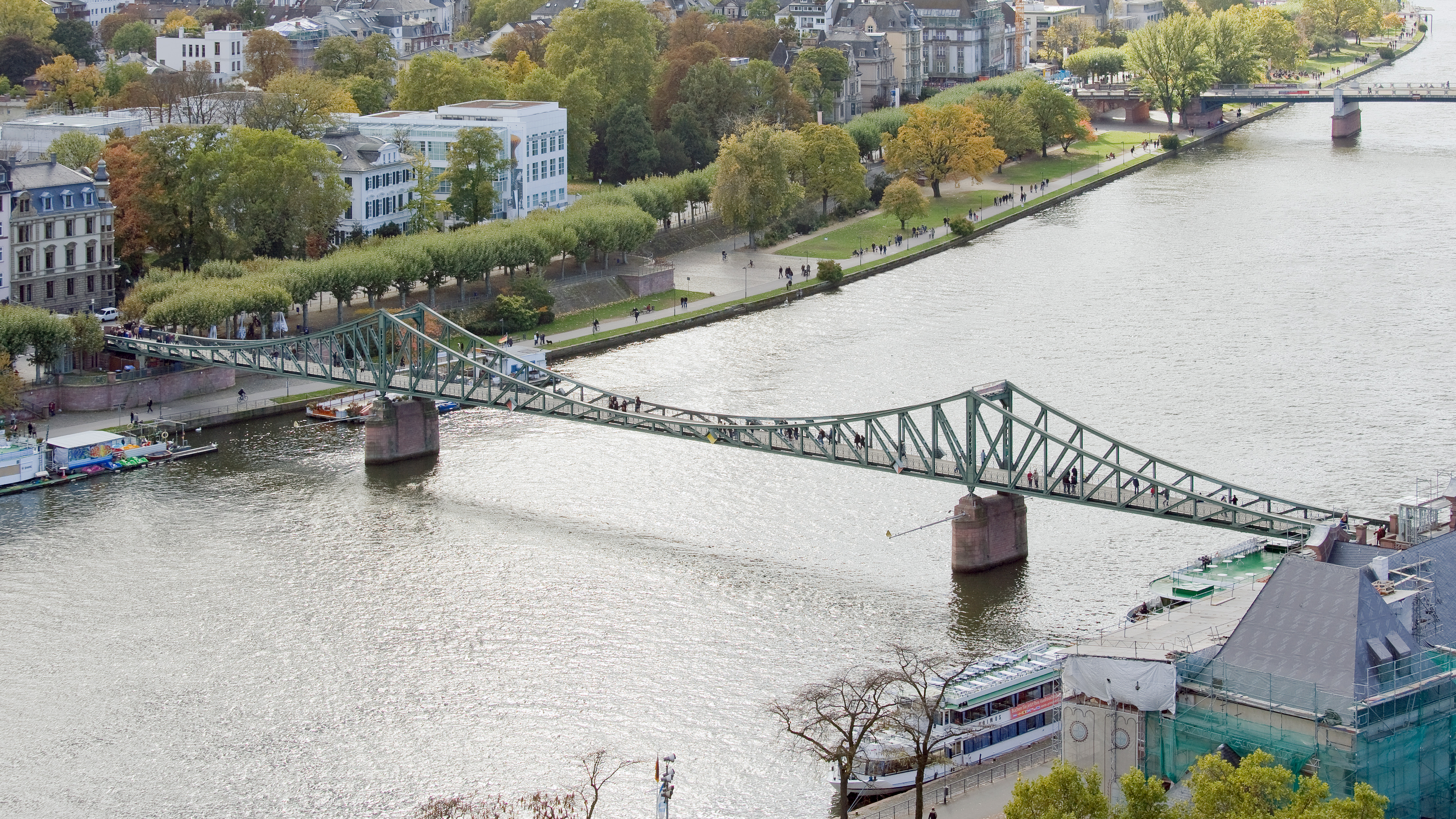
Eiserner Steg in Frankfurt/Main.

Eine Auslegerbrücke (englisch cantilever bridge) ist eine Brücke, bei der Teile des Tragwerks als Kragträger („Ausleger“) ausgeführt sind. Meistens  bilden zwei gegeneinander gerichtete und an ihren Spitzen miteinander verbundene Ausleger die Mittelöffnung einer solchen Brücke. An dieser Stelle hat der Brückenaufbau seine geringste Höhe, während er am Beginn der Ausleger über den Flusspfeilern am höchsten ist.
Bei der Gerberträgerbrücke ist zwischen den freien Enden der Ausleger ein separater Brückenträger (sogenannter Einhängeträger) gelenkig gelagert, wodurch eine  größere Öffnungs-Breite erreichbar ist. Diese Konstruktion entspricht dem zweigelenkigen Gerberträger, der Erfindung Heinrich Gerbers, mit der er einen auf mehr als zwei Lagern liegenden Durchlaufträger in ein statisch bestimmtes Tragsystem umwandelte.
Einfache Auslegerbrücken aus Holz mit aufgelegten Zwischen-Teilen  (siehe nebenstehende Abbildung) gab es schon im Altertum. Im modernen Brückenbau kamen sie erst nach Gerbers Neuerfindung in der zweiten Hälfte des 19. Jahrhunderts zur Ausführung.
Die aus den Ketten- und Seil-Hängebrücken  hervorgegangenen und diesen ähnlich aussehenden massiven Stahlbrücken werden auch zu den Auslegerbrücken gezählt (kein Mittelgelenk, siehe nebenstehende Abbildung: Eiserner Steg in Frankfurt/Main).
Zum ursprünglichen  Ausleger als Stahlfachwerkträger kam später der Kastenträger aus Spannbeton hinzu.

## Geschichte
Auslegerbrücken dürften eine sehr alte Bauform von Brücken sein, da sich einfache Versionen mit Steinen und Holzstämmen erstellen lassen. Brücken aus diesen Materialien werden heute noch in Pakistan, Afghanistan, Indien und der Volksrepublik China zur Überquerung von Flüssen gebaut. Dazu müssen an beiden Ufern Stämme mit Steinen so fixiert werden, dass ein möglichst langes Ende in Richtung Fluss übersteht. Sollten die Enden nicht bis zur Flussmitte reichen, können Holzkonstruktionen auf die von beiden Ufern vorstehenden Stämme gelegt werden. In Europa sind solche Holzbrücken von den Galliern bekannt. Sie wurden in Savoyen bis ins 18. Jahrhundert genutzt.

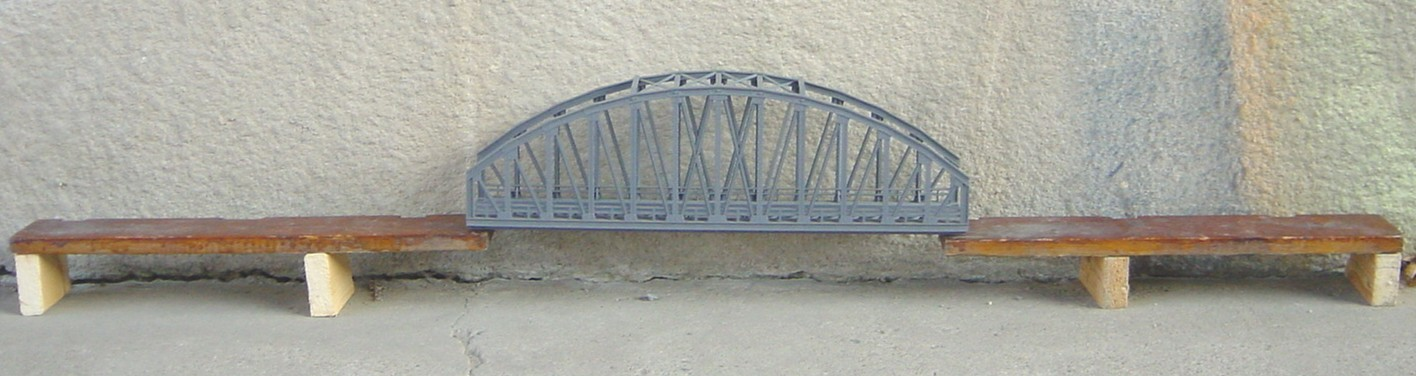
Modell einer Auslegerbrücke:
2 Kragträger + 1 Einhängeträger

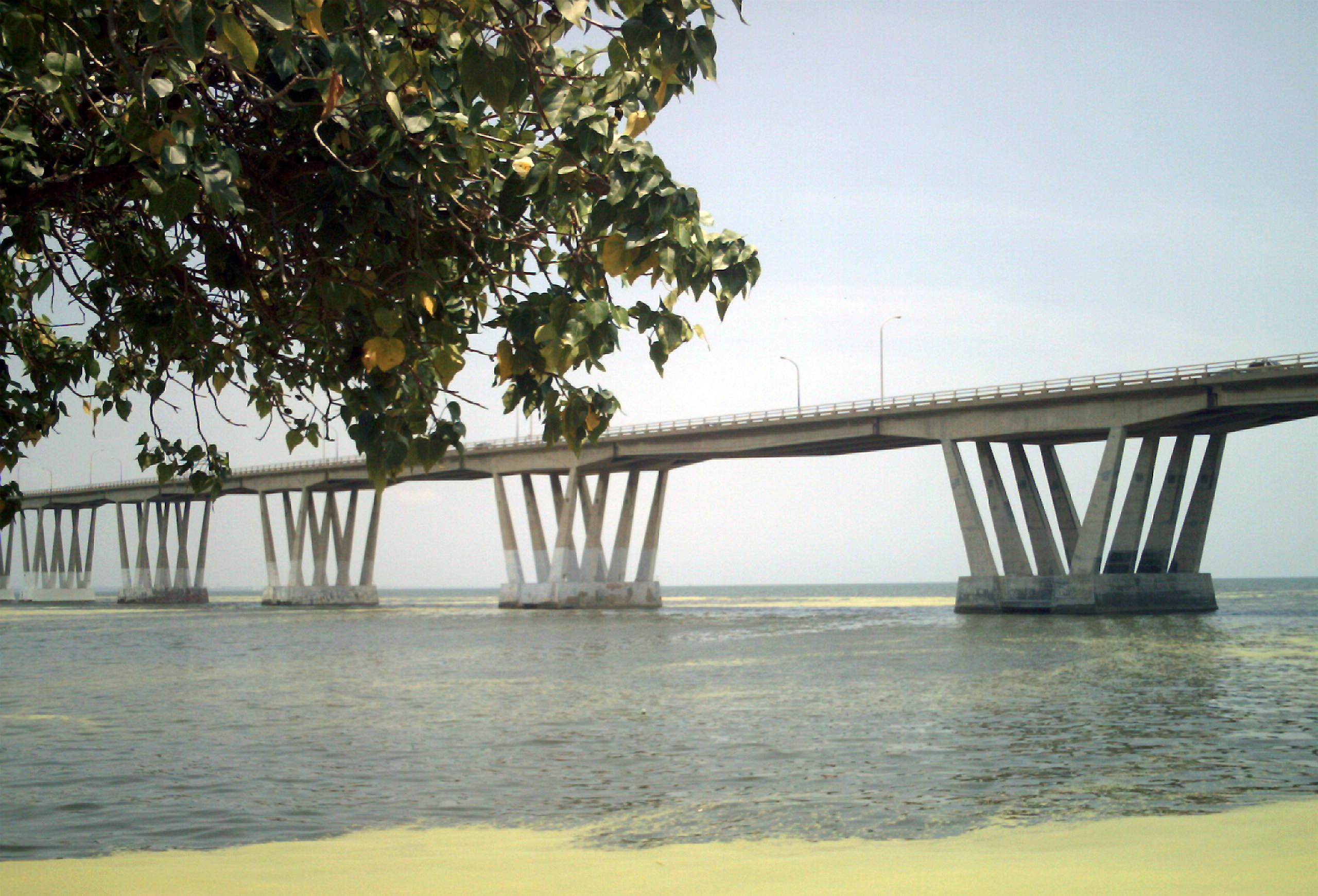
Auslegerbrücke aus Spannbeton mit Einhängeträgern

Aus dem Spätmittelalter ist ein Vorschlag für eine Auslegerbrücke aus Holz vom Baumeister Villard de Honnecourt überliefert. Diese Konstruktionsweise tauchte aber nur in den Skizzenbüchern auf und schien nirgends umgesetzt worden zu sein. Auch diese Konstruktion verwendet Balken, welche die beiden an den Ufern befestigten Kragträger miteinander verbinden.
Mitte des 19. Jahrhunderts verhalf der Ingenieur Heinrich Gerber der Auslegerbrücke zum Durchbruch (siehe Modell in nebenstehender Abbildung). Er beschrieb in einer Patentschrift von 1866, wie ein Durchlaufträger so mit Gelenken versehen werden kann, dass er statisch bestimmt wird und zum sogenannten Gerberträger wird. Die häufigste Bauform besteht aus zwei Kragträgern, die von beiden Ufern über Stützpfeiler gelegt gegen die Mitte des Flusses ragen. Ihre Enden werden durch einen Einhängeträger verbunden, der selbst auf keinen Pfeilern aufliegt, sondern nur von den Kragträgern getragen wird.
Gerberträger wurden vor allem für große in Stahlfachwerk ausgeführte Eisenbahnbrücken verwendet, die wegen ihrer Spannweite und den im Vergleich zum Straßenverkehr höheren Lasten der Züge nicht als Hängebrücke ausgeführt werden konnten. Nach der Erfindung des Gerberträgers entstanden noch andere Bauformen von Stahlfachwerk-Auslegerbrücken, die sich aber nicht durchsetzen konnten und nur bei wenigen Bauwerken ausgeführt wurden. Beispiel dafür ist die Forth Bridge.
Im 20. Jahrhundert wurden nur noch wenige Auslegerbrücken in Stahlfachwerk gebaut. In Amerika konnte sich die Bauweise noch am längsten halten, nicht zuletzt gestützt durch die Stahlindustrie. Außerhalb Amerikas entstanden als wesentliche Bauwerke nur noch die Howrah Bridge in Indien und die Minato Bridge in Japan.
1930 wurde die erste Stahlbeton-Auslegerbrücke, die Ponte Emílio Baumgart errichtet, noch ohne Vorspannung. Ab 1951 wurden die Stahlfachwerk-Auslegerbrücken hauptsächlich durch Spannbeton-Balkenbrücken abgelöst (siehe nebenstehende Abbildung), die einfacher, schneller und kostengünstiger zu bauen waren. Die Technik der Auslegerbrücke kommt aber auch bei Spannbetonbrücken zum Einsatz und zwar, wenn der Überbau als Kragträger von den einzelnen Pfeilern ausgehend gebaut wird. Wenn bei dieser Bauform am Schluss der Bauphase die Enden der einzelnen Abschnitte gelenklos miteinander verbunden werden, wird der Überbau zu einem statisch unbestimmten durchlaufenden Balkenträger.